# Rauberthal
Rauberthal war ein Ortsteil der Gemeinde Rattenberg im Landkreis Straubing-Bogen. Heute wird der Ort dem Ortsteil Gneißen zugerechnet.
Der Ort liegt vom Wald umgeben am Westhang des Bernhardsnagels. Er wird durch eine von der Kreisstraße SR 37 in Gneißen abzweigende rund 700 Meter lange Stichstraße erschlossen.

## Geschichte
Rauberthal gehörte zum Landgericht Mitterfels und zur Pfarrei Rattenberg. Die Einöde war bis zum Jahr 1970 ein Ortsteil der ehemaligen Gemeinde Siegersdorf, die nach Rattenberg eingemeindet wurde. Obwohl der Ort seit etwa 1973 nicht mehr als eigenständiger Ortsteil geführt wird, sondern dem Dorf Gneißen zugerechnet wird, taucht die Ortsbezeichnung (Stand 2011) noch Jahrzehnte später in offiziellen Unterlagen auf.

## Einwohnerentwicklung
- 1838: 0 13 Einwohner[6]
- 1860: 00 6 Einwohner[7]
- 1871: 00 5 Einwohner[8]
- 1875: 00 6 Einwohner[9]
- 1885: 00 7 Einwohner[10]
- 1900: 00 5 Einwohner[11]
- 1913: 00 9 Einwohner[12]
- 1925: 00 6 Einwohner[13]
- 1950: 0 10 Einwohner[14]
- 1961: 0 11 Einwohner[15]
- 1970: 0 13 Einwohner[1]